# Dombeya superba
Dombeya superba är en malvaväxtart som beskrevs av Arenes. Dombeya superba ingår i släktet Dombeya och familjen malvaväxter. Inga underarter finns listade i Catalogue of Life.